# Франкократия

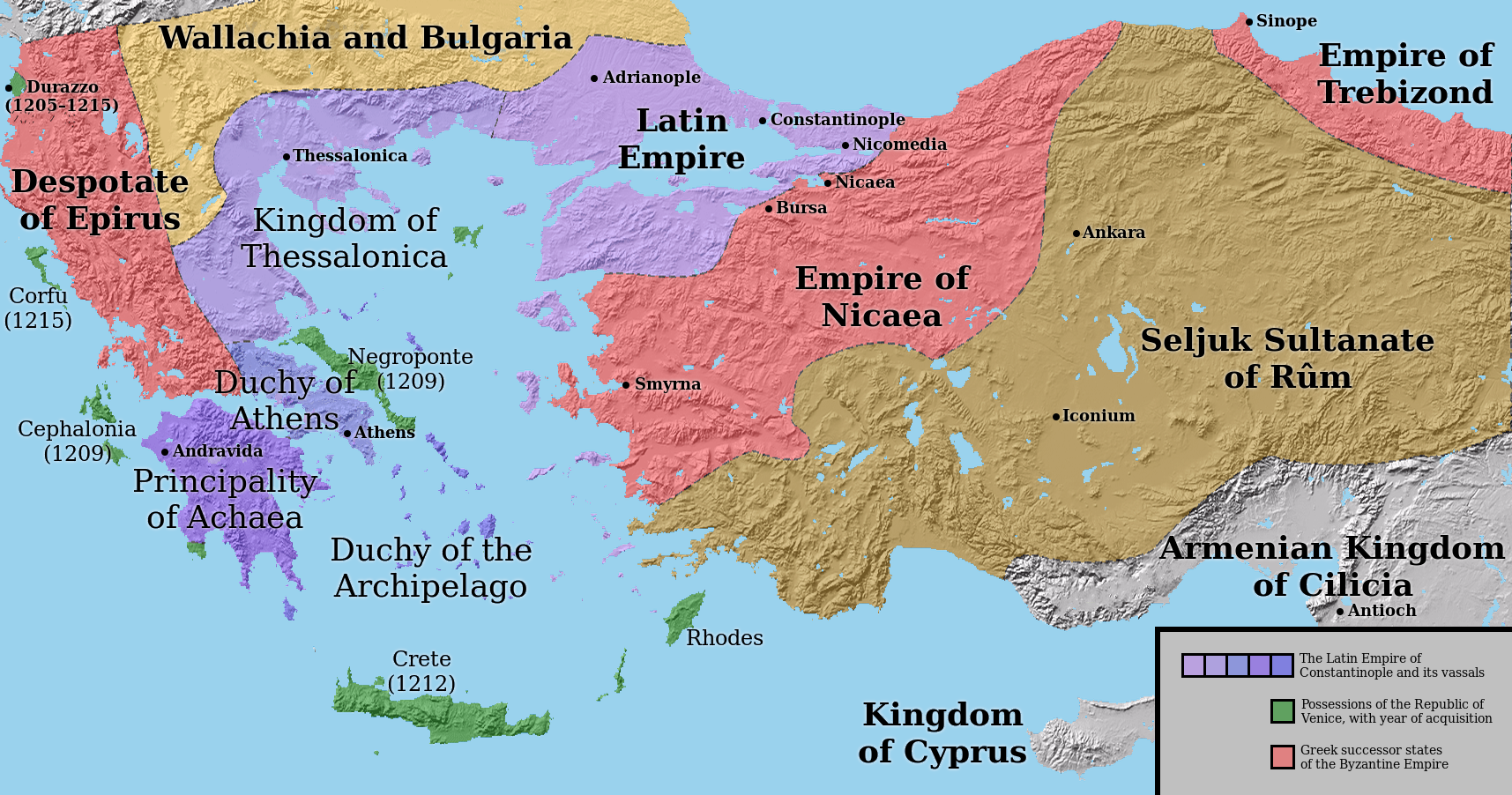
Государства крестоносцев, возникшие на развалинах Византии

Франкократия (греч. Φραγκοκρατία — «правление франков») или Латинократия (греч. Λατινοκρατία — «правление латинян») — период в истории средневекового Балкано-Малоазийского региона (включающего острова Эгейского, Ионического, Мраморного морей, Кипр, а также Крым и Приазовье), последовавший за взятием Константинополя крестоносцами в 1204 году, когда политическая и экономическая власть находилась в руках различных династий и/или единоличных правителей западноевропейского происхождения. Несмотря на раздробленность и небольшой размер, франкократические режимы продемонстрировали передовые военно-экономические качества, но, будучи лишёнными поддержки основной массы местного населения по культурно-языковым и религиозным причинам, они рано или поздно были вынуждены капитулировать перед Османской империей.

## История
Ослабление Византийской империи во второй половине XII века создало почву для усиления влияния западноевропейских государств в Восточном Средиземноморье. Крестовые походы создали условия для соединения западноевропейского (преимущественно французского) рыцарско-феодального сухопутного войска и итальянских талассократических навыков, которым уже обладали Венеция, одновременно являвшаяся частью Византийской империи, а также Генуя и Пиза.
Опыт первых крестовых походов показал, что европейцам было довольно тяжело удержать так называемые государства крестоносцев в окружении довольно агрессивных мусульманских владений. Вскоре завоевательные акценты сместились на более близкую добычу — византийские Эгейские острова и Балканы, которые были быстро опутаны сетью приморских торгово-военных факторий. Формальной причиной вторжения стала попытка крестоносцев «уладить» разногласия между католическими и православными христианами.
Под натиском тюрок (1071), а также в результате усиления национальной борьбы славян (1185) в балканских владениях Византии она начинает постепенно утрачивать свой унитарно-имперский характер. Взятие Константинополя (1204) покончило с существованием централизованной власти как в местном, так и в западноевропейском сознании. За более чем 50 лет грабежей и погромов город обезлюдел и потерял свою былую притягательность. Наметился рост роли других городов (Дураццо, Фивы и др.), которые стали центрами местных княжеств (свыше 10). На осколках империи крестоносцы создали аналоги западноевропейских герцогств. Латинская империя (1204—1261) носила формальный характер и фактически сводилась к территории Восточной Фракии с Константинополем. Компактный характер большинства франкократических государств по сравнению со старой империей, способствовал их жизнеспособности. По понятным причинам — защита флотом и недоступность для сухопутных вторжений — дольше всех продержались иоаннитский Родос и особенно венецианские острова — Кипр, Крит, Ионические острова и Далмация.

## Этнография
Выходцы из западноевропейских государств (2—3 %) никогда не составляли большинства населения региона, но, концентрируясь в важных городских крепостях, составляли основу правящего класса на протяжении нескольких веков.

## Культурное значение Латинской Романии
Латинская Романия (государства и владения крестоносцев и итальянских морских республик на территории бывшей Византийской империи) имела огромное историческое значение. Его суть заключалась в передаче культурного наследия Византии Западу и в подготовке там новой, ренессансной культуры. В европейские страны из византийских территорий были привезены рукописи античных авторов, шедевры искусства, с впечатлениями от византийских памятников, с осознанием высоты эллинского гения в европейских странах были открыты новые творческие горизонты. Их расширению содействовали византийские ученые, которые приехали в Италию, Францию, на Русь после османских завоеваний.